# Giovanni Fiore
Giovanni Fiore, född 13 augusti 1996, är en kanadensisk professionell ishockeyforward som spelar för Anaheim Ducks i National Hockey League (NHL). Han har tidigare spelat på lägre nivå för Titan d’Acadie-Bathurst, Voltigeurs de Drummondville, Cataractes de Shawinigan och Cape Breton Screaming Eagles i Ligue de hockey junior majeur du Québec (LHJMQ).
Fiore blev aldrig draftad av någon NHL-organisation.

## Statistik
| 2011–2012    | Patriotes de Laval               |              | 29  | 22  | 28  | 50  | 46  | 2  | 1  | 0  | 1  | 2  |
|              | Rousseau Royal de Laval-Montréal | LHMAAAQ      | 12  | 3   | 3   | 6   | 4   | —  | —  | —  | —  | —  |
| 2012–2013    | Rousseau Royal de Laval-Montréal | LHMAAAQ      | 30  | 18  | 18  | 36  | 14  | —  | —  | —  | —  | —  |
|              | Titan d’Acadie-Bathurst          | LHJMQ        | 3   | 0   | 1   | 1   | 0   | —  | —  | —  | —  | —  |
|              | Voltigeurs de Drummondville      | LHJMQ        | 26  | 1   | 1   | 2   | 6   | 3  | 0  | 0  | 0  | 0  |
| 2013–2014    | Voltigeurs de Drummondville      | LHJMQ        | 34  | 4   | 8   | 12  | 19  | —  | —  | —  | —  | —  |
|              | Cataractes de Shawinigan         | LHJMQ        | 27  | 6   | 7   | 13  | 4   | 4  | 0  | 0  | 0  | 2  |
| 2014–2015    | Cataractes de Shawinigan         | LHJMQ        | 65  | 23  | 21  | 44  | 46  | 7  | 2  | 3  | 5  | 4  |
| 2015–2016    | Cataractes de Shawinigan         | LHJMQ        | 39  | 13  | 17  | 30  | 28  | —  | —  | —  | —  | —  |
|              | Cape Breton Screaming Eagles     | LHJMQ        | 26  | 15  | 17  | 32  | 8   | 13 | 8  | 7  | 15 | 8  |
| 2016–2017    | Cape Breton Screaming Eagles     | LHJMQ        | 61  | 52  | 38  | 90  | 42  | 11 | 8  | 4  | 12 | 10 |
| 2017–2018    | Anaheim Ducks                    | NHL          | 1   | 0   | 0   | 0   | 0   | —  | —  | —  | —  | —  |
| NHL totalt   | NHL totalt                       | NHL totalt   | 1   | 0   | 0   | 0   | 0   | —  | —  | —  | —  | —  |
| LHJMQ totalt | LHJMQ totalt                     | LHJMQ totalt | 281 | 114 | 110 | 224 | 153 | 38 | 18 | 14 | 32 | 24 |